# Episodi di Pippo e Menelao
Questa è un elenco degli episodi della serie animata francese Pippo e Menelao.
- 001. La guerra del fuoco
- 002. Taxi follia
- 003. La mano sul punto sacro
- 004. Sospetto
- 005. Giuseppe s'imbroglia
- 006. Alla ricerca del grodeoptero
- 007. È talmente banale
- 008. Tenere sulla roccia
- 009. Pippo e Menelao cercatori d'oro
- 010. Un duro colpo per la scultura
- 011. Pippo detective
- 012. Babbo Natale in archivio
- 013. Pippo e Menelao marinai
- 014. Pippo vende gli hot dog
- 015. Reel divertente
- 016. Menelaopolis
- 017. Duello
- 018. Silenzio, il bambino dorme
- 019. Apriti Sesamo
- 020. Grand Hotel
- 021. La partita del secolo
- 022. Mini feriti mini bernoccoli
- 023. Pippo e la palla di cristallo
- 024. Baruffa sull'isola
- 025. Il fachiro va al tappeto
- 026. Il tocco del grande chef
- 027. Discesa agli inferi
- 028. Pippo e Menelao in prigione
- 029. Gli assi del cielo
- 030. I nostri amici animali
- 031. I cavalieri della tavola rotonda
- 032. Pippo e Menelao vanno in cielo
- 033. Le vacanze di Pippo
- 034. Ostruzione suo onore
- 035. Giuseppe aumenta le vocazioni
- 036. Il fantasma misantropo
- 037. Due false magi ben fatto
- 038. Non dimenticare la guida
- 039. Dove andate
- 040. Gli invasori
- 041. Teste dell'arte
- 042. Il giorno fortunato
- 043. Pippo e Menelao conducono la danza
- 044. Incidente spazio temporale
- 045. Un po' mio nipote
- 046. Sempre scoop
- 047. C'è un comune
- 048. Weekend a Zutcote
- 049. Buon anniversario
- 050. Stazione di guru
- 051. Singhiozzo d'oltranza
- 052. Pippok contro Menalax
- 053. Nulla è più Matuvu
- 054. Nave per Noidkoko
- 055. Il genio portasfortuna
- 056. L'invenzione del secolo
- 057. Rubino sull'unghia
- 058. Marcia in avanti
- 059. Giuseppe a Nord Ovest
- 060. Meglio chiamare un gatto un gatto
- 061. L'eredità
- 062. Bum al violino
- 063. Promozione sulla prigione
- 064. Allucinazioni
- 065. Grotaleggio è scomparso
- 066. Al suo servizio, signor Orlando
- 067. Giuseppe e l'intraprendenza
- 068. Pippo fa il babysitter
- 069. Viava Menelapatas
- 070. Taxi rotto
- 071. Riunione del terzo tipo
- 072. La crisi di Menelao
- 073. Le voci del cielo
- 074. L'ospedale, che paura!
- 075. Il cacciatore di taglie
- 076. Il venditore di Hot Dog
- 077. Esprimete un desiderio!
- 078. Menelao caccia al premio
- 079. Guai ai tropici
- 080. Tour della pista
- 081. Le memorie di Menelao
- 082. Il maestro del mondo
- 083. Pippo e Menelao acrobati
- 084. Alla ricerca dello yeti
- 085. Il contratto
- 086. Pippo boscaiolo
- 087. Love Story
- 088. Case per tutti i piani
- 089. Colpo di freddo
- 090. La rapina del secolo
- 091. Un tesoro d'amore
- 092. Pippo e Menelao gladiatori
- 093. La conquista dell'ovest
- 094. Sud Parigi
- 095. Cappuccetto Rosso e compagnia
- 096. Buon appetito, sceriffo
- 097. Ed è brilla
- 098. Nessuna pietà per i turisti
- 099. I due moschettieri
- 100. Cessate il fuoco
- 101. La cura di Pippo
- 102. L'attacco degli uccelli di carta
- 103. Panico nella banda
- 104. Tele Dépan
- 105. L'isola del tesoro
- 106. La guerra dei tre
- 107. Menelao è scomparso
- 108. Vaporizzazione della gag
- 109. Ricordi
- 110. La guerra dei robot
- 111. Pippo FM contro Radio Menelao
- 112. Menelao fa fortuna
- 113. Pippo e Menelao astronauti
- 114. Cari somari
- 115. Insalata tirolese
- 116. L'incubo di Giuseppe
- 117. Il colpo del secolo
- 118. I pirati amici
- 119. Il miraggio dell'atollo
- 120. Menelao si mette a tavola
- 121. Autobus per Rococò
- 122. Il grande sonno
- 123. La villa in campagna
- 124. Super Pippo contro Menelaman
- 125. I buoni e i cattivi
- 126. Attenti a quei fantasmi
- 127. Ooh mio nipote
- 128. Le fatiche di Pippo
- 129. Con i tifosi ci sono
- 130. Scacco matto per Menelao